# Église Saint-Martin de Louchapt
Pour les articles homonymes, voir Église Saint-Martin.
L'église Saint-Martin de Louchapt est une église catholique située au hameau de Louchapt, à Martel, dans le département du Lot, en France.
L'édifice est inscrit au titre des monuments historiques pour son chœur le 17 septembre 1990.

## Historique

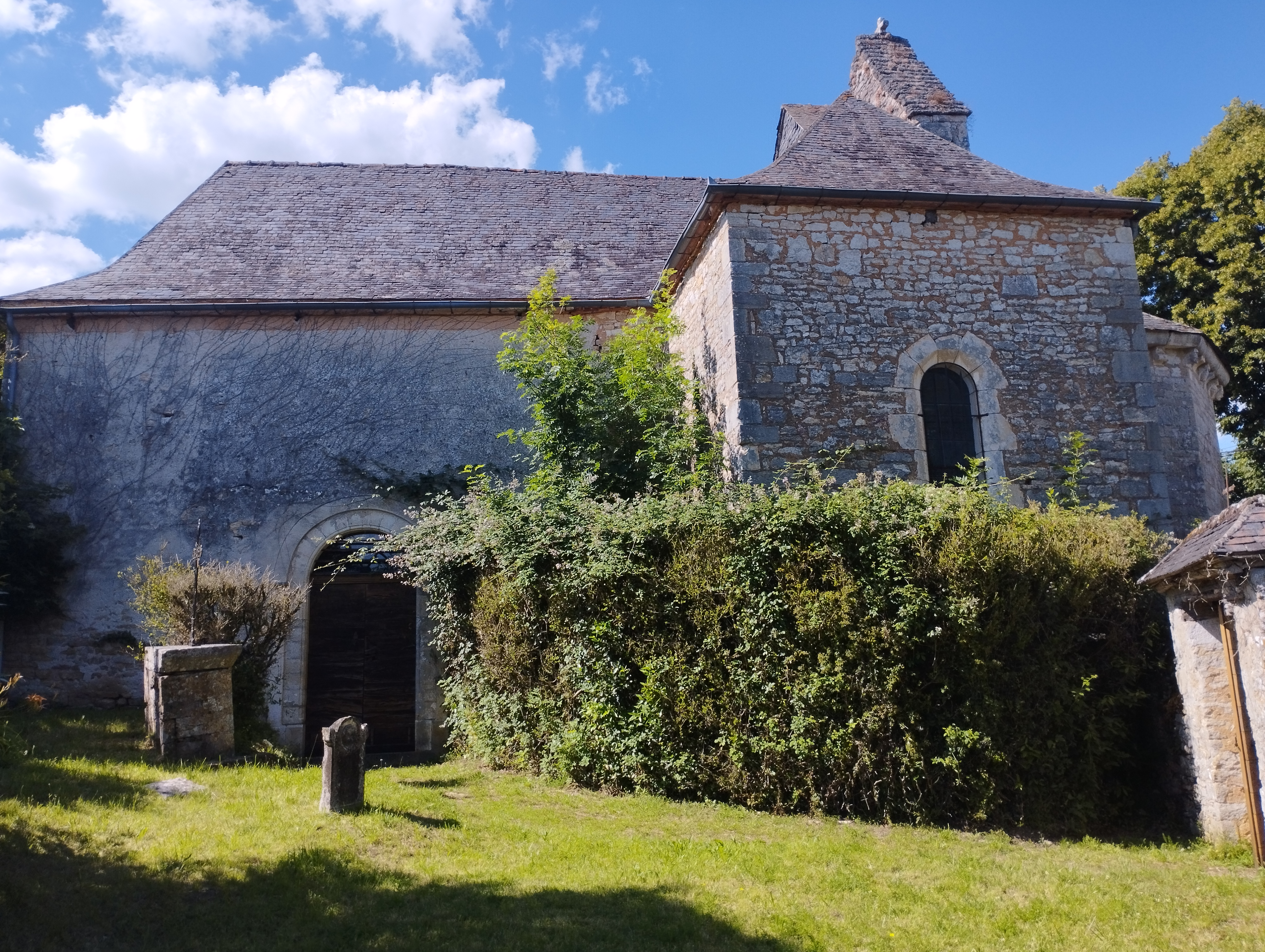
Église depuis la cour intérieure.

L'église aurait appartenu à l'abbaye Sainte-Marie de Souillac au XIIe siècle. Au début du XIVe siècle, l'église est un prieuré dépendant de l'abbaye de Brageac jusqu'à la Révolution.
La technique de construction du mur ouest peut être rapprochée des constructions du Xe siècle ou du XIe siècle. L'abside avec ses modillons et les chapiteaux de la fenêtre font remonter la construction à la seconde moitié du XIIe siècle.
La paroisse de Louchapt est rattachée à Martel au XVIIIe siècle.
Les deux chapelles sont construites ou reconstruites en 1867-1872 par l'architecte A. Lizot. Les murs de la nef sont surélevés.
L'édifice est inscrit au titre des monuments historiques pour son chœur le 17 septembre 1990.
Un bénitier est référencé dans la base Palissy.